# Willard (Ohio)
Willard è un comune degli Stati Uniti d'America, situato nello stato dell'Ohio, nella contea di Huron.